# Klára Melíšková
Klára Melíšková est une actrice tchèque de théâtre et de cinéma, née le 29 novembre 1971 à Roudnice nad Labem.

## Filmographie
- 1996 : Krajina pred bouri (court métrage) : Yellow
- 1997 : Olda (court métrage) : Alena
- 1998 : The Past
- 2003 : Sirup (téléfilm) : Marie
- 2004 : Champions : Zdena
- 2007 : Hodina klavíru (téléfilm) : Johanka
- 2008 : BrainStorm (téléfilm) : Jeklová
- 2009 : Protektor : Vera
- 2010 : Príbehy obycejného sílenství (téléfilm)
- 2010 : Zázraky zivota (série télévisée) : Milada Kroftová (11 épisodes)
- 2011 : Alois Nebel : Sestricka
- 2011 : Capek's Pockets (série télévisée) : Marie Beránková
- 2012 : Four Suns : Evicka
- 2012 : Kriminálka Andel (série télévisée)
- 2013 : Prípad pro rybáre (téléfilm) : Liska
- 2011-2013 : Terapie (en) (série télévisée) : Alice Postová (16 épisodes)
- 2014 : Skoda lásky (série télévisée) : Eva / Klára (2 épisodes)
- 2014 : Ctvrtá hvezda (série télévisée) : Libuska (5 épisodes)
- 2014 : Nowhere in Moravia
- 2014 : The Life and Time of Judge A.K. (série télévisée) : Simona Knitlová (2 épisodes)
- 2014 : Andelé vsedního dne : Ester
- 2014 : The Invisibles (série télévisée) : Laborantka
- 2015 : The Case of the Exorcist (mini-série) : Marie Výrová (3 épisodes)
- 2015 : Amanitas (court métrage) : Marta
- 2015 : Laputa
- 2016 : Moi, Olga Hepnarová (Já, Olga Hepnarová) : la mère
- 2016 : In Your Dreams! : Marcela
- 2016 : Blue Shadows (mini-série) : Marie Výrová (4 épisodes)
- 2016 : Tiger Theory : la vétérinaire
- 2016 : Five Dead Dogs (mini-série) : Marie Výrová (3 épisodes)
- 2016 : I, Mattoni (série télévisée) : paní Braunerová
- 2017 : Jako z filmu
- 2017 : Zahradnictví: Rodinný prítel : Bedriska
- 2017 : Zahradnictví: Dezertér : Bedriska
- 2017 : Zahradnictví: Nápadník : Bedriska
- 2017 : Fifty and Embarrassing (série télévisée) : Mia (12 épisodes)
- 2018 : Dabing Street (série télévisée) : Eva Archová (12 épisodes)
- 2018 : Zahradnictví (série télévisée) : Bedriska
- 2018 : Vodník (mini-série) : Marie Výrová
- 2019 : Zkáza Dejvického divadla (mini-série) : Klára Melísková
- 2019 : Zivé terce (mini-série) : Marie Výrová